# Вохтожка
Во́хтожка — река в России, протекает по Грязовецкому району Вологодской области. Устье реки находится в 110 км от устья Лежи по правому берегу. Длина реки составляет 33 км.
Берёт начало примерно в 13 км к юго-востоку от Вохтоги, южнее деревни Черновка (Вохтожское муниципальное образование) близ границы с Костромской областью. Генеральное направление течения — на север, в нижнем течении — на запад. Протекает посёлок городского типа Вохтога с железнодорожной станцией на линии Вологда — Галич, а также деревни Вохтога, Дресвище и Строево.
Впадает в Лежу рядом с деревней Аксеново.
В 17 км от устья впадает левый приток Елховка.

## Данные водного реестра
По данным государственного водного реестра России относится к Двинско-Печорскому бассейновому округу, водохозяйственный участок реки — Северная Двина от начала реки до впадения реки Вычегда, без рек Юг и Сухона (от истока до Кубенского гидроузла), речной подбассейн реки — Сухона. Речной бассейн реки — Северная Двина.
Код объекта в государственном водном реестре — 03020100312103000006646.